# Юзефович, Игорь Сергеевич
Игорь Сергеевич Юзефо́вич (род. 12 марта 1968, село Старые Шальвиры, Дрокиевский район, Молдавская ССР) — российский спортивный и общественный деятель, бизнесмен. Вице-президент Европейского союза тхэквондо (ETU).

## Биография
В 1996 году Игорь Юзефович окончил Воронежский государственный медицинский институт им. Н. Н. Бурденко. В 2000 году после защиты диссертации в том же институте ему была присуждена ученая степень кандидата медицинских наук.
В 2004 году Игорь Юзефович с отличием окончил Московскую академию экономики и права по специальности «Юриспруденция». Тогда же окончил Российскую академию государственной службы при президенте РФ по специальности «Государственное и муниципальное управление».
В 2001—2004 гг. Игорь Юзефович — доцент кафедры высоких медицинских технологий в автономной некоммерческой образовательной организации «Воронежский институт высоких технологий». С 2004 года — заместитель руководителя Главного управления Федеральной регистрационной службы по Воронежской области. С 2009 года — директор компании «Экспател».
В 2010 году Юзефович был награждён именным пистолетом Макарова — ведомственной наградой Спецстроя России за «заслуги перед государством и личный вклад в решение задач, стоящих перед Федеральным агентством специального строительства».

## Предпринимательская деятельность
В 2012 году Юзефович Игорь стал обладателем 100 % акций компании «Экспател» (создана на базе бренда Yota компании «Скартел»), основным видом деятельности которой является проектирование, строительство, эксплуатация сетей и сооружений связи. С 2010 года компания «Экспател» модернизировала сеть «Скартела» WiMAX на стандарт четвертого поколения 4G LTE. В общей сложности компания «Экспател» перевела на стандарт LTE три тысячи базовых станций в различных регионах РФ.
С 2018 года Игорь Юзефович является основателем и генеральным директором компании «Стальмост», которая занимается производством металлических автомобильных, железнодорожных и совмещенных мостов, несущих и конструктивных элементов для автомобильных трасс, железнодорожных путей, путепроводов, пешеходных переходов, дорожных развязок, эстакад и прочих объектов. Сопутствующей производимой продукцией является производство опорных частей мостов, обсадных труб, быстровозводимых модульных зданий. Производство расположено в городах Тюмень и Ярославль на площади 60 тыс. м². с выпуском более 70 тыс. тонн продукции в год. В компании «СтальМост» работает более 1 850 человек. Среди заказчиков компании «Стальмост» — крупные инфраструктурные компании РФ и стран СНГ.

## Спортивная деятельность
Игорь Юзефович является чемпионом России по тхэквондо 1994 года, обладателем черного пояса 5 дана.
С апреля 2012 года Игорь Юзефович возглавляет Федерацию тхэквондо WT Республики Молдова.
С 2012 года Игорь Юзефович является членом совета Европейского союза тхэквондо (WTE), руководителем финансовой и экономической комиссии WTE, а в 2013 году он был избран вице-президентом WTE.
В декабре 2016 года избран в состав исполкома Союза тхэквондо России. В мае 2018 года принял участие в торжественном открытии Первенства Северо-западного федерального округа по тхэквондо.
В конце 2016 года Игорь Юзефович выступил сооснователем Международной академии тхэквондо в Кишинёве. Академия была создана при поддержке доктора Чунгвона Чоу, президента Всемирной федерации тхэквондо (WT), и Афанасиоса Прагалоса, президента Европейского союза тхэквондо (WTE), которые также являются учредителями академии. Учреждение обеспечивает образование тренерам, инструкторам, проводит исследования в области тхэквондо.
В течение двух лет, в соответствии с требованиями Международной системы спортивного образования, версия 1.2/2013, была разработана первая программа непрерывного профессионального обучения в Республики Молдова для тренера по тхэквондо, утвержденная в 2019 году Министерством образования и культуры, а в 2020 году аккредитованная Национальным агентством по обеспечению качества в образовании и исследованиях.
В августе 2017 года получил награду парламента Республики Молдова существенный вклад в развитие молдавского спорта.
В 2018 году к сфере спортивных интересов Игоря Юзефовича добавились единоборства Юго-Восточной Азии, в частности, филиппинские боевые искусства. Он стал одним из основателей Ассоциации спортивного, культурного и делового сотрудничества со странами АСЕАН и Африки. Параллельно стал председателем Попечительского совета Федерации филиппинских боевых искусств (Эскрима-Кали-Арнис) в Молдове.
4 июня 2021 года в зале Национального художественного музея Республики Молдова состоялась презентация книги Игоря Юзефовича — «Тхэквондо в Молдове. Путь к успеху» («Taekwondo in Moldova. A path to success»), румынско-английское издание. Через интервью спортсменов, тренеров, судей, журналистов и общественных деятелей в книге отражена история современной Республики Молдова и история молдавского тхэквондо.

## Семья
Женат, есть сын и две дочери.
Отец — Юзефович Сергей Эммануилович, в 1963—1988 гг. работал школьным учителем биологии и географии, директором Старо-Шальвирской восьмилетней школы (Молдавская ССР). Мать — Юзефович Валентина Сергеевна, учитель русского языка и литературы в той же школе.